# Epidemia de dengue 2019-2020

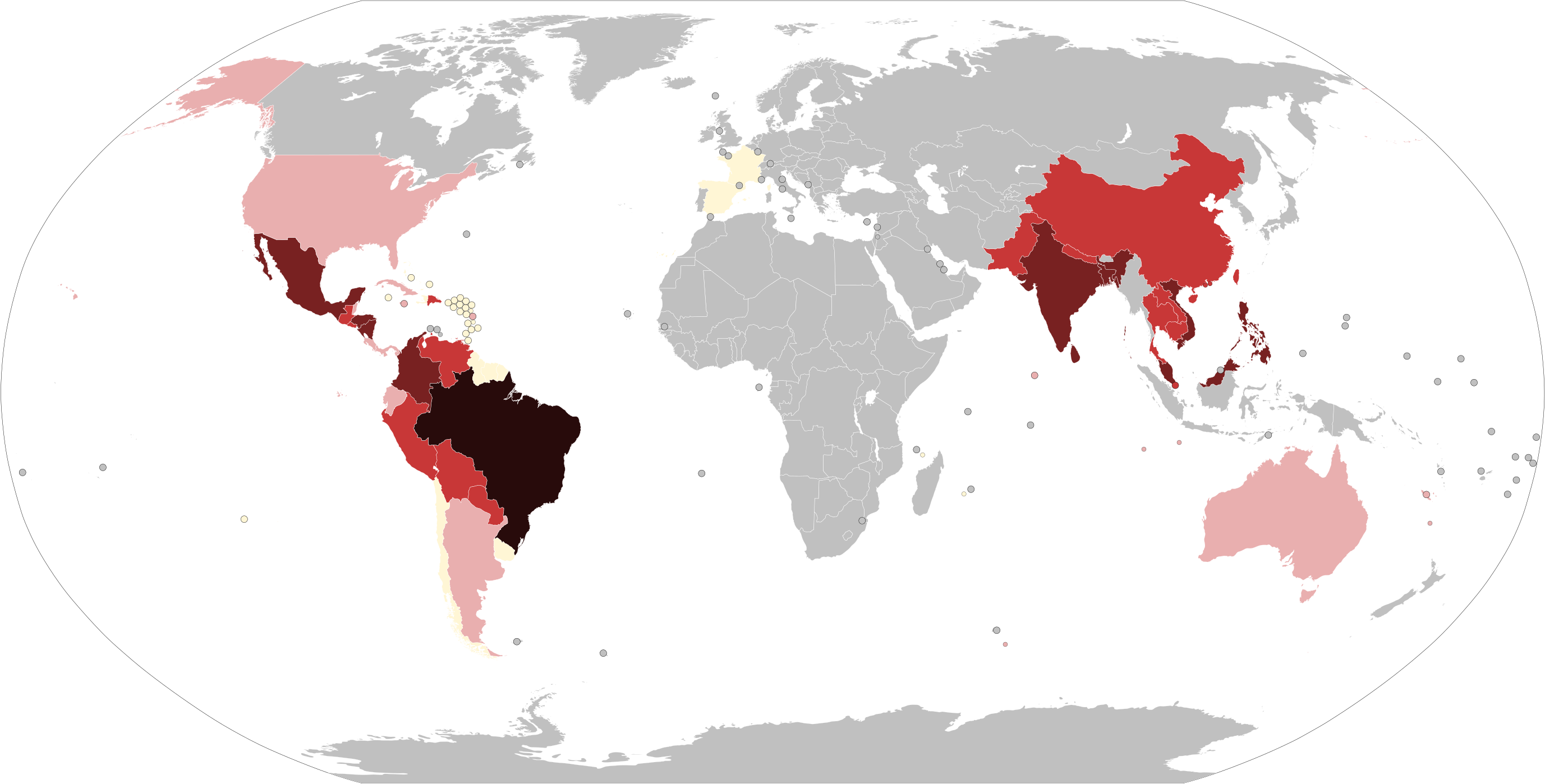
Răspândire

Epidemia de dengue din perioada 2019-2020 este o epidemie de boală dengue, cauzată de virusul dengue (DEN) și transmisă de țânțari din genul Aedes, în special Aedes aegypti, care a provocat o epidemie în mai multe țări din Asia de Sud-Est, inclusiv Filipine, Malaezia, Vietnam, Bangladesh, Pakistan, Thailanda, Singapore și Laos,  precum și în mai multe țări din America Latină, cum ar fi Brazilia, Mexic, Columbia, majoritatea Americii Centrale, Peru , Bolivia, Paraguay, Ecuador și nordul Argentinei.
Răspândirea bolii a crescut în zonele în care nivelul de vaccinare a scăzut, în care nu sunt luate măsuri de prevenire adecvate și unde populația de țânțari, care sunt principalii purtători ai bolii și care se pot reproduce în cantități mari, în special în climele calde și umede.